# Cesare rimette Cleopatra sul trono d'Egitto (Pietro da Cortona)
Cesare rimette Cleopatra sul trono d'Egitto è un dipinto a olio su tela di Pietro da Cortona la cui datazione oscilla tra il 1637 e il 1643 circa, conservato al Musée des Beaux-Arts di Lione.

## Storia e descrizione
Il dipinto fu commissionato, forse con la mediazione dei Barberini, dal politico e collezionista Louis I Phélypeaux de La Vrillière (1599-1681), consigliere di Luigi XIII e Segretario di Stato dal 1621, per la galleria del suo hôtel particulier parigino costruito su progetto di François Mansart a partire dal 1635. Fiore all'occhiello del palazzo, oggi noto come Hôtel de Toulouse, la galleria, detta Galerie dorée, era ornata da dieci tele di pittori di scuola romana, o comunque attivi a Roma: tre (fra cui la presente) di Pietro da Cortona, tre del Guercino, una di Guido Reni, una di Carlo Maratta, una del Poussin e infine una dell'Orbetto. La maggior parte delle commissioni, iniziate a seguito dell'acquisto sul mercato da parte del Phélypeaux del Ratto d'Elena di Reni, avvenne tra il 1635 e il 1645; la datazione della tela in questione, su base stilistica, oscilla tra il 1637 circa e il 1643 circa. Il dipinto, insieme con gli altri, passò nelle mani dello Stato nel 1793 con gli espropri del periodo rivoluzionario e, col decreto Chaptal del 14 Fruttidoro anno IX (31 agosto 1801) che istituì i musei provinciali, fu destinato al neonato Museo di Lione. Delle altre tele della Galerie dorée, che furono rimpiazzate da copie, cinque rimasero a Parigi, al Louvre, e le altre furono inviate ai musei di Nancy, Marsiglia, Caen e Lilla.
L'opera raffigura Giulio Cesare con il capo cinto da una corona d'alloro nell'atto di restituire il potere all'amante Cleopatra, accompagnata da due damigelle, mostrandole con la mano sinistra il trono, su cui sono poggiati la corona e lo scettro simboli del potere regale, e tenendola per mano con la destra. Le mani unite dei due protagonisti occupano esattamente il centro del quadro; sulla destra, in ombra, si allontana risentita Arsinoe, costretta a cedere il trono alla sorella. Sullo sfondo, tra alberi e architetture tipiche cortonesche, le schiere militari romane che hanno accompagnato il dittatore in Egitto.
Si conservano due disegni relativi al dipinto: il primo agli Uffizi (inv. 1407), di mano del Cortona e corrispondente a una prima fase ideativa come testimoniano le numerose differenze dall'opera finita, e un secondo che la riproduce fedelmente, forse una derivazione posteriore, all'Istituto Centrale per la Grafica di Roma (inv. F.N. 9624).

## Repliche

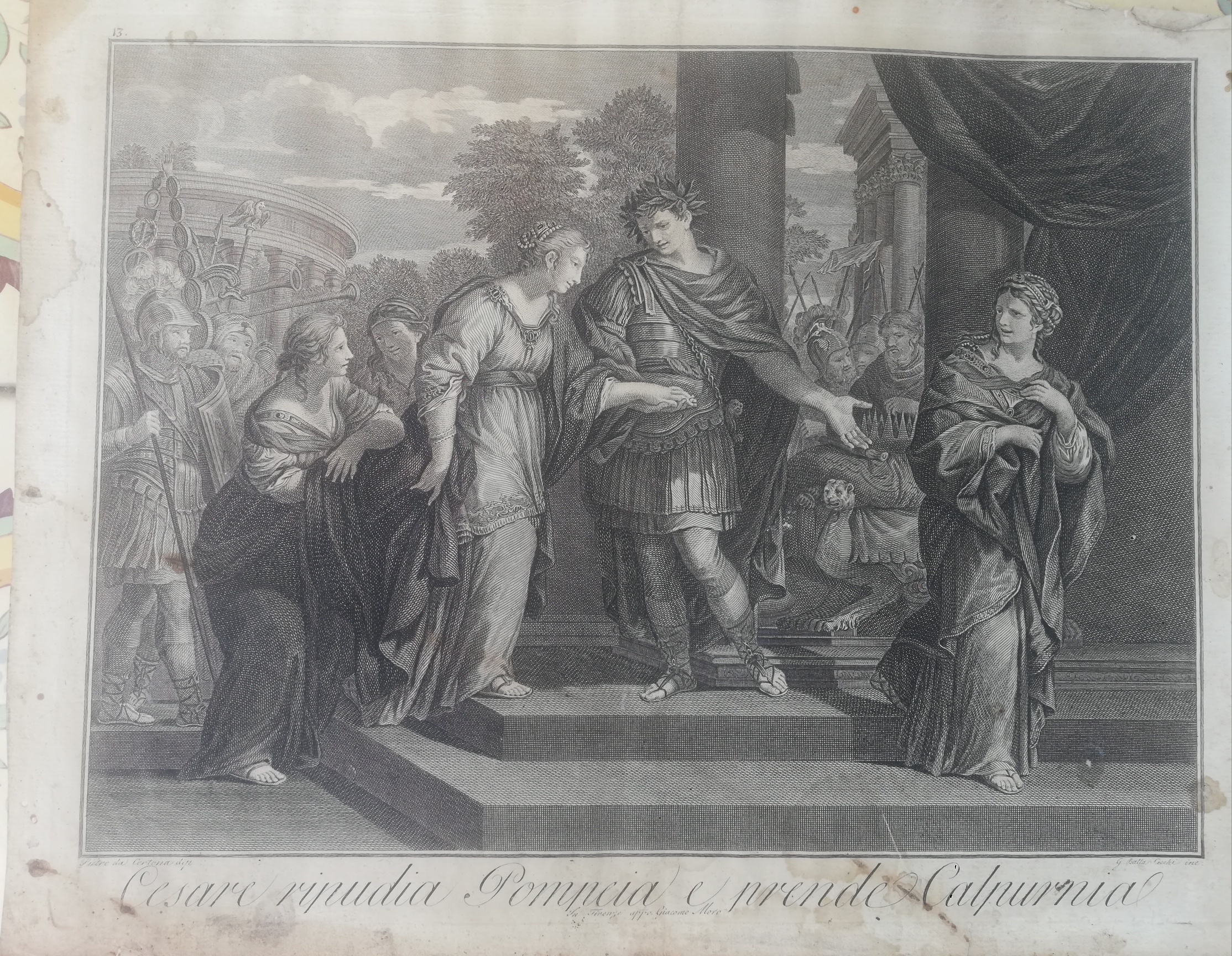
L'incisione di Cecchi della versione già a Firenze

Del dipinto è documentata un'altra versione a fine Settecento nella collezione Strozzi di Firenze. L'esistenza della replica è testimoniata da un'incisione di Giovanni Battista Cecchi del 1783, pubblicata nella serie Raccolta di ventiquattro Stampe rappresentanti Quadri copiati da alcune Gallerie, e Palazzi di Firenze (...), con il titolo, derivato da un'errata lettura del soggetto dell'epoca, di "Cesare ripudia Pompea e prende Calpurnia". Non è nota la collocazione attuale di questa tela.